# Пука
Пука је град на сјеверу Албаније. 
Иван Јастребов је записао да се у његово вријеме овај град ни по чему не истиче. Смјештен је у одличној висоравни коју наводњавају токови са фандских планина. Тада је Пука имала мјудира, ту је увијек стајао мањи гарнизон за заштиту пута. Постојала је и џамија са 400 кућа које су и у самој Пуки и око ње. Било је и неколико ханова за караване. Ханови су у односу на остале, подношљиви. У стара времена Пука се звала Пикарја (Picaria). Римски пут који је водио из Ниша за Липљан (Vicianum), за Теранду (Трн, енедалеко од Суве Реке), за Габулеум (Швањ - Брсково), за Гревени (Грија - Грева у Малесији). Из Гревени је стизао у Пикарију, тј. мјеста која су се звала Пикаријама. Име се сачувало у имену Пуке, по њеном округу. На сат времена од Пуке је хан Керет, а улијево је село истог имена, а понекад се чује и Серет. Јастреб претпоставља да је то име од средине, средишта, средине Дукађина. Римска станица код Пуке се звала ad Picarias. 